# Harold Russell
Harold John Russell (* 14. Januar 1914 in Sydney, Nova Scotia, Kanada; † 29. Januar 2002 in Needham, Massachusetts, USA) war ein US-amerikanischer Filmschauspieler kanadischer Abstammung.

## Biografie
Harold Russell verlebte seine ersten fünf Jahre in Kanada und zog 1919, nach dem Tod des Vaters, mit seiner Mutter zu deren Verwandten bei Cambridge. Nach dem Besuch der Schule beschloss Russell Angehöriger der US Army zu werden. Doch erst durch den Angriff auf Pearl Harbor am 7. Dezember 1941 wurde der Wunsch Realität. So verpflichtete er sich am 8. Dezember für die Army und war in Pearl Harbor bei den Aufräum- und Bergungsarbeiten tätig.
Russell wurde Fallschirmjäger und war auch für das Training von Rekruten verantwortlich. Mit seiner Truppe war er in Camp Mackall in North Carolina stationiert, als sich am 6. Juni 1944 ein verhängnisvoller Unfall ereignete. Als TNT, mit dem er gerade hantierte, in seinen Händen explodierte, wurden Russells beide Hände abgetrennt.
Nachdem ihm Prothesen angefertigt wurden und er genesen war, wirkte er Anfang 1945 in einem Ausbildungsfilm der Armee mit: der Titel Diary Of A Sergeant. Regisseur William Wyler sah den Film und verpflichtete Russell 1946 für sein Kriegsdrama Die besten Jahre unseres Lebens. Für die Rolle des Kriegsheimkehrers Homer Parish wurde Russell – als bisher einziger Mensch – mit zwei Oscars für ein und dieselbe Rolle ausgezeichnet. Es waren sowohl der reguläre Oscar (in der Kategorie Bester Nebendarsteller) als auch ein Ehrenoscar, mit dem Russell als Symbolfigur für die Veteranen geehrt wurde. Auch erhielt er 1947 den Golden Globe Award. 
Nach dem Krieg besuchte Russell die Boston University und machte 1949 seinen Abschluss in Wirtschaftswissenschaften. Er engagierte sich politisch und war drei Perioden Vorsitzender von AMVETS, der Vereinigung der Amerikanischen Veteranen. 1964 wurde Russell von US-Präsident Lyndon B. Johnson zum Vorsitzenden des Präsidentenkomitees zur Förderung von Körperbehinderten ernannt.
Harold Russell heiratete zweimal. Nach seinem Unfall heiratete er 1944 seine Jugendliebe Rita Nixon. Das Paar bekam zwei Kinder, Tochter Adele und Sohn Gerald. Rita Russell-Nixon starb 1978. 1981 trat Russell mit Betty Marshallsee in den Bund der Ehe. Mit ihr verbrachte er die letzten zwei Jahrzehnte seines Lebens bei Cape Cod. Als das Paar in finanzielle Schwierigkeiten geriet, verkaufte Russell im August 1992 seine Ehrenoscar-Statue entgegen den Wünschen und Bitten der Academy. Ein bis heute anonymer Käufer zahlte 60.500 US-Dollar. Es war der erste und bisher einzige Verkauf einer Oscarstatue zu Lebzeiten des Geehrten. 
Russell starb 88-jährig an einem Herzinfarkt und liegt in Wayland (Massachusetts) begraben.

## Filmografie
- 1946: Die besten Jahre unseres Lebens (The Best Years of Our Lives)
- 1980: Max’s Bar (Inside Moves)
- 1981: Trapper John, M.D. (Fernsehserie, 1 Folge)
- 1989: China Beach (Fernsehserie, 2 Folgen)
- 1997: Dogtown

## Auszeichnungen (Auswahl)
- 1947: Oscar Als Bester Nebendarsteller in Die besten Jahre unseres Lebens
- 1947: Ehrenoscar als Hoffnung und Mut für seine Veteranen zu den Film Die besten Jahre unseres Lebens. Bis dato einziges Mal in der Oscar-Geschichte, dass die Akademie zwei Oscars (Oscar+Ehrenoscar) für eine(n) Schauspieler(in) für denselben Film verliehen hatte.
- 1947: Golden Globes Sonderpreis für nicht professionelles Schauspiel in Die besten Jahre unseres Lebens

## Schriften
- Ein Mann ohne Hände („Victory In My Hands“, 1947). Mont Blanc Verlag, Wien 1950 (Autobiografie; zusammen mit Victor R. Rosen).
- The Best Years Of My Life. Eriksson Books, Middlebury, Vt. 1981, ISBN 0-8397-1026-7 (Autobiografie; zusammen mit Dan Ferullo).